# Spider Loc
Spider Loc (справжнє ім'я Кертіс Норвелл Вільямс) — американський репер і актор. Засновник власного лейблу BAYMAAC Music. У минулому президент розформованої філії G-Unit West.

## Життєпис
Spider Loc, члена банди Eastside 97th Eastcoast Crips у Південному Лос-Анджелесі, вперше помітив Шуґ Найт, засновник Death Row Records. Як Spider з'явився на саундтреці «Dysfunktional Family» та Against the Grain Kurupt, так і не уклавши угоди з лейблом. У вересні 2004 в Атланті зустрів і виступив перед Young Buck. Тиждень потому у Лос-Анджелесі той познайомив його з 50 Cent на знімальному майданчику кліпу «Shorty Wanna Ride», там Spider Loc також зачитав фрістайл. За 4 місяці став підписантом G-Unit Records.
10 квітня 2006 вийшов мікстейп Rags to Riches (G-Unit Radio Part 18). Для промоції G-Unit West видали мікстейп Bangadoshish. В інтерв'ю HipHopDX (оприлюднено 27 березня 2011) заявив, що він досі має контракт з G-Unit Records, заперечив свій перехід на EMI, тодішній дистриб'ютор лейблу.

## Конфлікти
У 2005 під час бійки між оточеннями Spider Loc та Yukmouth у лос-анджелеському нічному клубі один з друзів репера поцупив коштовності Yukmouth. Пізніше останній викупив їх. Yukmouth заявив, обоє примирилися.
У липні 2008 на Youtube завантажили відео, де Spider Loc, 40 Glocc, Village Boo й антураж G-Unit оточили два позашляховики з Lil Wayne, Birdman та Slim з Cash Money Records на вулиці з одностороннім рухом іншими автівками після того, як виконавці покинули зйомки кліпу «Get Money» у Лос-Анджелесі.

## Кінокар'єра
У 2004 Spider Loc разом з колишнім артистом Death Row Crooked I зіграв невелику роль у «Bank Brothers». У 2005 взяв участь в озвученні відеогри 50 Cent: Bulletproof. У 2007 з'явився в епізодах телесеріалів «Cold Case», «NUMB3RS» і «Косяки».

## Дискографія
Студійні альбоми
- 2007: West Kept Secret: The Prequel[6]
- 2008: Da 1 U Love 2 Hate[7]
- 2010: Be About Your Money at All Cost

## Фільмографія
- 2004: «Bank Brothers» (Невинний злочинець)
- 2005: Bulletproof (Відеогра)
- 2007: «Paroled» (Сіджей Тіллмен)
- 2007: «Numb3rs» (В'язень № 3)
- 2007: «Косяки» (Two-Strikes)
- 2007: «Cold Case» (Делонте)
- 2008: «Shark» (Гангстер)
- 2009: «Saving Grace» (Маркіз Сміт)
- 2009: «Doesn't Texas Ever End» (Спайдер)
- 2010: «Rollers» (Кеш)